# 罗伯特·麦考尔
罗伯特·麦考尔（英語：Robert McCall，1958年9月14日—1991年11月15日），加拿大男子花样滑冰运动员。他曾代表加拿大参加1984年和1988年冬季奥林匹克运动会花样滑冰比赛，其中1988年冬季奥运会获得一枚铜牌。